# Antal János (plébános)
Antal János (Hugyag, 1945. október 23. – Budapest, 2009. január 7.) érseki tanácsos, címzetes prépost, esperes,  a békásmegyer-pünkösdfürdői plébániatemplom alapító plébánosa.

## Családja
Paraszti családban született a palócföldi Hugyagon Kapisztrán Szent János ünnepén. Egy nővére volt.

## Tanulmányai
Középiskolás éveit az esztergomi ferenceseknél töltötte, itt is érettségizett. A papság gondolata már hatévesen is felmerült benne. Középiskolás végzősként az építészmérnöki pálya is megfordult a fejében, végül azonban a papi hivatás mellett döntött. Az Esztergomi Főegyházmegye kispapjaként folytatta tanulmányait a budapesti Központi Papnevelő Intézetben és a Hittudományi Akadémián.

## Lelkipásztori munkássága
"Huszonkét évesen felvetődött a kérdés, hogy igazi mély hivatásom van-e, vagy az életkörülményeimből adódóan alakult eddig az életem. Mintegy kéthetes vívódás után a Bakáts téri templomban vált bizonyossá bennem, hogy papságra „ítéltettem”."
1970. március 7-én Szabó Imre esztergomi apostoli kormányzó, esztergomi segédpüspök szentelte pappá Balassagyarmaton. Papi jelmondatát Szent János evangélista I. apostoli leveléből választotta: "A szeretetben nincs félelem. (1Jn 4,18)" Első szolgálati helyéül káplánként Bernecebarátiba helyezték, ahová később 1982-ben már plébánosként helyezték vissza. 1972 és 1975 között Budaörsön, 1975 és 1976 között Szentendrén szolgált káplánként. Ezt követően 1981-ig a Budapest VIII. kerületi Jézus Szíve-templom templomigazgatója volt.
Innen került vissza Bernecebarátiba egy évre rá, mivel az akkori rendszer nem nézte jó szemmel hívei - különösen a fiatalok - körében meglévő népszerűségét. Ez jellemezte egész, a rendszerváltozást megelőző helyzetét.  Ő így vallott erről:
"Bernecebarátiban kezdtem a papi munkát, a fiatalokat össze tudtam fogni, fociztam is a falu csapatában. Túlságosan is népszerű voltam, ezért áthelyeztek Budaörsre. Itt is sok fiatallal kerültem kapcsolatba, ezért ismét áthelyeztek Szentendrére, ahol persze hasonló volt a tevékenységem, így kerültem a Mária utcai Jézus Szíve-templomba. Itt megint csak intenzív ifjúsági élet volt"

## Templomépítő plébános
Lékai László esztergomi bíboros érsek, Magyarország prímása látva Antal Jánosnak a közösségszervezésben és az ifjúsági pasztorációban nyújtott érdemeit, őt szemelte ki az újonnan megalapítandó békásmegyer-pünkösdfürdői templom felépítésére, az új plébániai közösség megszervezésére. Az 1984 októberi alapkőletétel előtt egy héttel értesült róla, hogy övé lesz a feladat, hogy felügyelje és vezesse a II. világháborút követően első jogelőd nélküli templom alapítását és építését. Erre így emlékezett vissza: "A szentmisén meghirdettem, hogy az építkezéshez a hétvégén nyolcvan férfira van szükség. Egy már van is - és feltartottam a kezemet."
A templomot 1987-ben már Paskai László esztergomi érsek, Magyarország prímása szentelte fel a magyar pálos rendet megalapító Esztergomi Boldog Özséb tiszteletére. Antal János ezt követően haláláig szolgálta az itteni híveket. Kisegítő lelkészként a már nyugállományba vonult Sík Zoltán (†1997) majd Erdővégi András (sz. 1933) lett mellé helyezve a plébániára. Az eltelt időben igazi közösséget kovácsolt, a hívek szerint "A gyerekek nyelvén fantasztikusan tud[ott] beszélni", mások ugyanígy vélekedtek az idősekkel és a házasokkal való kapcsolatáról. 2002-től haláláig ő látta el a Szent Péter és Pálról elnevezett óbudai esperesi kerület esperesi feladatait is.

## Halála és temetése
Élete vége felé gyakran betegeskedett, de híveihez mindvégig szívélyes volt. Jellegzetes és kellemes mély orgánuma volt. Az Óbuda TV által vele készített utolsó 2008. november 1-i interjúban is megmutatkozott közvetlen és kedélyes magatartása, de ezzel együtt bölcsessége is. "Az emberi értéket nem az adja meg, hogy mérhetőségben ki mennyi, hanem, hogy adottságai szerint törekszik-e a maximumra." - hangoztatta.
2009. január 6-ról 7-re éjjel hunyt el. Január 24-én helyezték örök nyugalomra az általa felépített templomban, az azt tervező Csaba László Ybl-díjas építészmérnök mellé. A gyászszertartást Udvardy György esztergom-budapesti segédpüspök tartotta. A gyászmisén megjelent Beer Miklós váci megyés püspök, valamint búcsúbeszédet mondott Tarlós István és Bús Balázs, a III. kerület volt és hivatalban lévő polgármestere. Mádl Ferenc volt államfő levélben fejezte ki részvétét, melyet felolvastak. Temetésén a megjelent nagyszámú gyászoló és emlékező résztvevő zsúfolásig megtöltötte a templomot. 2010-ben templomi nyughelyén emléktáblát helyeztek el tiszteletére.

## Utódlása
Erdő Péter esztergom-budapesti bíboros érsek, Magyarország prímása a budapesti Szent István Bazilika káplánját, Kónya Attilát nevezte ki Antal János utódául a Boldog Özséb Plébánia élére. A nyugállományban lévő Erdővégi András továbbra is megmaradt kisegítőként Kónya mellett.

## Kitüntetései, díjai
- érseki tanácsos (1987)
- címzetes prépost (1995)
- A Köztársaság Elnökének Érdemérme (2004) - Mádl Ferenc adta át templomépítői és közösségszervezői munkájáért.
- Óbuda díszpolgára (2008) - Templomépítői és közösségszervező munkájáért.